# Begoña Narváez
Begoña Narváez (Guadalajara, Jalisco, 11 de julio de 1987) es una actriz mexicana conocida por participar en cine y televisión.

## Carrera
A sus 16 años, estudia en el CEA de Televisa (Centro de Educación Artística), donde se formó para iniciar su trayectoria. En 2006, tiene una breve participación en Código postal, donde interpretó a Amy, al lado de José Ron, África Zavala y Jessica Coch. A sus 19 años, hace su debut oficial en televisión en 2007 y protagoniza  Muchachitas como tú, interpretando a Isabel Flores, al lado de Ariadne Diaz, Gabriela Carrillo y Gloria Sierra. 
En 2010, vuelve a la televisión con Zacatillo, un lugar en tu corazón, donde interpretó a Marissa, al lado de Ingrid Martz, Jorge Aravena, Patricia Navidad y Laura Zapata. Narváez ha participado en diversos episodios de la teleserie La rosa de Guadalupe. 
La actriz hizo su debut en el cine con From Prada to Nada interpretando a Cary. En 2012, aparece en FaceNet como Paulina. Ese mismo año se va a Telemundo y participa en Rosa Diamante, donde interpretó a Bárbara Montenegro, actuando al lado de Carla Hernández, Mauricio Ochmann, Lupita Ferrer, Claudia Ramírez y Luis Xavier. También actuó en la comedia romántica Me late chocolate. En 2014, actúa en La impostora, donde interpreta a Mariana Serrano. Actuando al lado de Christian Bach, Lisette Morelos, Sebastián Zurita, Manuel Landeta y Armando Silvestre En 2017 participa en La fan como Jessica junto a Angélica Vale y Juan Pablo Espinosa.

## Filmografía

### Telenovelas
| Año  | Título                            | Personaje                        |
| ---- | --------------------------------- | -------------------------------- |
| 2006 | Código postal                     | Amy                              |
| 2007 | Muchachitas como tú               | Isabel Flores                    |
| 2010 | Zacatillo, un lugar en tu corazón | Marissa                          |
| 2012 | Rosa diamante                     | Bárbara Montenegro de Altamirano |
| 2014 | La impostora                      | Mariana Serrano                  |
| 2017 | La fan                            | Jessica González                 |
| 2019 | Cita a ciegas                     | Berenice "Bere" Díaz             |
| 2019 | Rosario Tijeras                   | Martina Iriarte                  |
| 2022 | Diario de un gigoló               | Florencia "Flor" Arias           |
| 2023 | Ojitos de huevo                   |                                  |
| 2024 | El Conde: amor y honor            | Margarita                        |

### Cine
| Año  | Título             | Rol     |
| ---- | ------------------ | ------- |
| 2011 | From Prada to Nada | Cary    |
| 2012 | Me late chocolate  | Lety    |
| 2012 | FaceNet            | Paulina |
| 2018 | Sacúdete las penas | Eva     |
| 2019 | Guadalupe Reyes    | Ximena  |

### Teleseries
| Año       | Título               | Rol                                            |
| --------- | -------------------- | ---------------------------------------------- |
| 2008-2011 | La rosa de Guadalupe | Bibiana/Jackie/Selma/Hortensia/Celeste/Melanie |
| 2015      | Club de Cuervos      | Ana Paula                                      |
| 2016-2024 | 40 y 20              | Miranda                                        |